# تيري ميلر (لاعب كرة قدم أمريكية أمريكي)
تيري ميلر (بالإنجليزية: Terry Miller)‏ هو لاعب كرة قدم أمريكية أمريكي، ولد في 7 يناير 1956 في كولومبوس في الولايات المتحدة.

## وصلات خارجية
- تيري ميلر على موقع مرجع كرة القدم المحترفة.كوم (الإنجليزية)